# Peter Balette
Peter Balette, né à Heusden le 11 avril 1961, est un joueur de football belge aujourd'hui entraîneur.

## Carrière
Balette commence sa carrière à Opglabbeek, un club de deuxième provincial. Il rejoint en suite le Verbroedering Meerhout en Promotion (division 4). Après une bonne saison et une deuxième place finale, il quitte le club pour Heusden-Zolder, en division 2. Il mène le club en division 1 en 2003. Après des résultats décevants du club, il est remercié en janvier 2005. La saison suivante, il s'engage au KVSK United, en division 2. Après une très bonne saison et un deuxième place finale en 2006, la saison suivante et plus difficile et Balette quitte le club en janvier 2007. Le 9 juin 2007, il devient entraîneur assistant du FC Bruges. Il démissionne de son poste le 20 juin 2011, et signe comme entraîneur adjoint au Standard de Liège quatre jours plus tard. En 2013, il rejoint La Gantoise, toujours en qualité d'entraîneur adjoint. Le 10 juin 2020, il en devient le Directeur technique.
Peter Balette passe la licence Pro en 2002-03 et est père de 3 enfants.